# Surto de Ebola na África Ocidental
O surto do vírus Ebola da África Ocidental (2013-2016) foi a epidemia que mais disseminou a doença pelo vírus Ebola (EVD) na história - causando grande perda de vidas e perturbações socioeconômicas na região, principalmente na Guiné, Libéria e Serra Leoa.
Os primeiros casos foram registrados na Guiné em dezembro de 2013. Mais tarde, a doença se espalhou para a vizinha Libéria e Serra Leoa, com pequenos surtos ocorrendo em outros lugares. Causou mortalidade significativa, com uma taxa de mortalidade relatada inicialmente considerável, enquanto a taxa entre pacientes hospitalizados foi de 57 a 59%, o número final de 28 616 pessoas, incluindo 11 310 mortes, para uma taxa de letalidade de 40%. Pequenos surtos ocorreram na Nigéria e Mali, e casos isolados foram registrados no Senegal, no Reino Unido e na Itália. Além disso, os casos importados levaram à infecção secundária de trabalhadores médicos nos Estados Unidos e na Espanha, mas não se espalharam mais. O número de casos atingiu o pico em outubro de 2014 e começou a declinar gradualmente, após o comprometimento de recursos internacionais substanciais. Em 8 de maio de 2016, a Organização Mundial da Saúde (OMS) e os respectivos governos notificaram um total de 28 646 casos suspeitos e 11 323 mortes (39,5%), embora a OMS acredite que isso subestime substancialmente a magnitude do surto.
Em 8 de agosto de 2014, foi declarada uma emergência de saúde pública de âmbito internacional e em 29 de março de 2016, a OMS encerrou o status de emergência de saúde pública de âmbito internacional do surto. Ocorreram crises subsequentes. O último foi declarado encerrado em 9 de junho de 2016, 42 dias após o último caso ser negativo em 28 de abril de 2016 em Monróvia.
O surto deixou cerca de 17 000 sobreviventes da doença, muitos dos quais relatam sintomas pós-recuperação denominados síndrome pós-Ebola, muitas vezes graves o suficiente para exigir cuidados médicos por meses ou até anos. Uma causa adicional de preocupação é a aparente capacidade do vírus de "esconder-se" no corpo de um sobrevivente recuperado por um longo período de tempo e depois se tornar ativo meses ou anos depois, no mesmo indivíduo ou em um parceiro sexual. Em dezembro de 2016, a OMS anunciou que um teste de dois anos da vacina rVSV-ZEBOV parecia oferecer proteção contra a variante do EBOV responsável pelo surto na África Ocidental. A vacina é considerada eficaz e é a única profilática que oferece proteção; portanto, 300 000 doses foram armazenadas. O rVSV-ZEBOV recebeu aprovação regulatória em 2019.

## Visão geral
A doença do vírus Ebola (vulgarmente conhecida como "Ebola") foi descrita pela primeira vez em 1976 em dois surtos simultâneos na República Democrática do Congo e no que é hoje o Sudão do Sul. O surto de 2013–2016, causado pelo vírus Ebola (EBOV), foi o primeiro em qualquer lugar do mundo a atingir proporções epidêmicas. Surtos anteriores foram controlados em um período muito menor de tempo. Pobreza extrema, sistemas de saúde disfuncionais, desconfiança do governo após anos de conflito armado e atraso na resposta por vários meses contribuíram para o fracasso no controle da epidemia. Outros fatores, segundo relatos da mídia, incluíam costumes funerários locais de lavagem do corpo e a disseminação sem precedentes do Ebola para cidades densamente povoadas.
À medida que o surto progredia, os relatórios da mídia, muitos hospitais, com falta de pessoal e suprimentos, foram sobrecarregados e fechados, levando alguns especialistas em saúde a afirmar que a incapacidade de tratar outras necessidades médicas pode estar causando "um número adicional de mortes [que provavelmente excederá o surto propriamente dito". Os funcionários do hospital, que trabalhavam em estreita colaboração com os fluidos corporais altamente contagiosos das vítimas, eram especialmente vulneráveis à contração do vírus; em agosto de 2014, a OMS informou que dez por cento dos mortos eram trabalhadores da saúde. Em setembro de 2014, estimou-se que a capacidade dos países afetados para tratar pacientes com Ebola era insuficiente pelo equivalente a 2 122 leitos; no entanto, em dezembro de 2014 havia leitos suficientes para tratar e isolar todos os casos relatados, embora a distribuição desigual de casos estivesse resultando em sérios déficits em algumas áreas.
A OMS tem sido amplamente criticada por sua demora em tomar medidas para combater a epidemia. Em 8 de agosto de 2014, declarou o surto uma emergência de saúde pública de interesse internacional. Em setembro de 2014, os Médicos sem Fronteiras (MSF), a organização não governamental com a maior presença de trabalho nos países afetados, havia se tornado cada vez mais crítica em relação à resposta internacional. Em 3 de setembro, o Presidente Internacional de MSF falou sobre a falta de assistência dos países membros das Nações Unidas (ONU): "Seis meses após a pior epidemia de Ebola da história, o mundo está perdendo a batalha para contê-la". Em uma declaração de 26 de setembro, a OMS afirmou que (a) "epidemia de Ebola que assola a África Ocidental é a mais grave emergência aguda de saúde pública vista nos tempos modernos" e seu Diretor-Geral chamou o surto de "o maior, mais complexo e mais grave que já vimos ". Em março de 2015, o Grupo das Nações Unidas para o Desenvolvimento informou que, devido à diminuição do comércio, fechamento de fronteiras, cancelamentos de voos e queda no investimento estrangeiro e na atividade turística alimentada pelo estigma, a epidemia resultou em vastas conseqüências econômicas nas áreas afetadas na África Ocidental e mesmo em outras nações africanas sem casos de Ebola.
Em 28 de janeiro de 2015, a OMS informou que, pela primeira vez desde a semana que terminou em 29 de junho de 2014, houve menos de 100 novos casos confirmados relatados em uma semana nos três países mais afetados. A resposta à epidemia passou para uma segunda fase, à medida que o foco passou de uma redução na transmissão para o fim da epidemia. Em 8 de abril de 2015, a OMS relatou um total de apenas 30 casos confirmados, e a atualização semanal de 29 de julho relatou apenas sete novos casos. Os casos continuaram a diminuir gradualmente e, em 7 de outubro de 2015, todos os três países mais seriamente afetados, segundo relatos da mídia, registraram sua primeira semana conjunta sem novos casos.. No entanto, no final de 2015, embora a epidemia em larga escala tivesse terminado, segundo relatos da mídia, novos casos esporádicos ainda estavam sendo registrados, frustrando as esperanças de que a epidemia pudesse ser declarada encerrada.
Em 31 de julho de 2015, a OMS anunciou "um desenvolvimento extremamente promissor" na busca de uma vacina eficaz para a doença pelo vírus Ebola. Embora a vacina tenha demonstrado alta eficácia em indivíduos, foram necessárias evidências mais conclusivas sobre sua capacidade de proteger populações através da imunidade do rebanho. Em agosto de 2015, após um progresso substancial na redução da escala da epidemia, a OMS realizou uma reunião para elaborar um "Plano abrangente de assistência aos sobreviventes do Ebola" e identificar as pesquisas necessárias para otimizar o atendimento clínico e o bem-estar social. Afirmando que "o surto de Ebola dizimou famílias, sistemas de saúde, economias e estruturas sociais", a OMS classificou as consequências da epidemia de "uma emergência dentro de uma emergência". Uma preocupação especial é a pesquisa recente que mostra que alguns sobreviventes do Ebola experimentam a chamada "síndrome pós-Ebola", com sintomas tão graves que os sobreviventes podem precisar de cuidados médicos por meses e até anos. Como a principal epidemia estava chegando ao fim em dezembro de 2015, a ONU anunciou que 22 000 crianças haviam perdido um ou ambos os pais para o Ebola. Em 29 de março de 2016, o Diretor Geral da OMS encerrou o status de Emergência em Saúde Pública de Interesse Internacional da epidemia do vírus Ebola na África Ocidental.

## Epidemiologia

### Surto
Geralmente, acredita-se que um garoto de um ano de idade, identificado como Emile Ouamouno, que morreu em dezembro de 2013 na vila de Méliandou, na província de Guéckédou, na Guiné, foi o caso-índice da epidemia na África Ocidental. Os cientistas deduziram que os morcegos estão envolvidos na disseminação do vírus, e, aliás, a casa do garoto ficava nas proximidades de uma grande colônia de morcegos de cauda livre angolana, segundo relatos da mídia. Sua mãe, irmã e avó, segundo relatos da mídia, mais tarde adoeceram com sintomas semelhantes e também morreram; as pessoas infectadas por esses casos iniciais espalham a doença para outras aldeias. Havia conhecimento do vírus Tai Forest na Costa do Marfim, que resultou em uma transmissão humana em 1994. Assim, esses primeiros casos foram diagnosticados como outras condições mais comuns na região e a doença levou vários meses para se espalhar antes de ser reconhecida. como Ebola.
Em 25 de março de 2014, a OMS indicou que o Ministério da Saúde da Guiné havia relatado um surto da doença pelo vírus Ebola em quatro distritos do sudeste e que estavam sendo investigados casos suspeitos nos países vizinhos da Libéria e Serra Leoa. Na Guiné, um total de 86 casos suspeitos, incluindo 59 mortes, havia sido relatado em 24 de março. No final de maio, o surto se espalhou para Conacri, capital da Guiné - uma cidade de cerca de dois milhões de pessoas. Em 28 de maio, o número total de casos notificados atingiu 281, com 186 mortes.
Na Libéria, a doença foi relatada em quatro municípios em meados de abril de 2014 e casos na capital da Libéria, Monróvia, em meados de junho. O surto então se espalhou para a Serra Leoa e progrediu rapidamente. Em 17 de julho, o número total de casos suspeitos no país era de 442, superando os da Guiné e da Libéria. Em 20 de julho, casos adicionais da doença foram relatados pela mídia no distrito de Bo, enquanto o primeiro caso em Freetown, capital da Serra Leoa, foi relatado no final de julho.
À medida que a epidemia progredia, ocorreu um pequeno surto na Nigéria, que resultou em 20 casos e outro no Mali, com 7 casos. Quatro outros países (Senegal, Espanha, Reino Unido e Estados Unidos da América) também relataram casos importados da África Ocidental, com transmissão generalizada e intensa.
Em 31 de março de 2015, um ano após o primeiro relato do surto, o número total de casos ultrapassava 25 000 - com mais de 10 000 mortes.
À medida que a epidemia diminuiu, após os esforços internacionais de controle, a edição de 8 de abril de 2015 dos Relatórios de Situação da Ébola da OMS declarou que um total de 30 casos foram relatados e, em 29 de julho de 2015, a atualização semanal da OMS relatou apenas 7 casos - o menor em mais de um ano. Em outubro de 2015, a OMS registrou sua primeira semana sem novos casos e, embora a epidemia em larga escala parecesse ter terminado no final de 2015, novos casos esporádicos continuaram sendo relatados. Em 14 de janeiro de 2016, depois de todos os países previamente infectados terem sido declarados livres do Ebola, a OMS informou que "todas as cadeias de transmissão conhecidas foram interrompidas na África Ocidental", mas alertou que novos surtos da doença poderão ocorrer no futuro. No dia seguinte, a Serra Leoa confirmou seu primeiro novo caso desde setembro de 2015.

### Países que experienciaram transmissão generalizada
Em 25 de março de 2014, a OMS relatou um surto da doença pelo vírus Ebola em quatro distritos do sudeste da Guiné, com um total de 86 casos suspeitos, incluindo 59 mortes, e MSF ajudou o Ministério da Saúde ao estabelecer centros de tratamento para o Ebola no epicentro do surto. Em 31 de março, os Centros de Controle e Prevenção de Doenças dos Estados Unidos (CDC) enviaram uma equipe de cinco pessoas para ajudar na resposta ao surto. Pensando que a propagação do vírus havia sido contida, MSF fechou seus centros de tratamento em maio, deixando apenas uma equipe de esqueletos para lidar com a região de Macenta. No entanto, no final de agosto, de acordo com relatos da mídia, um grande número de novos casos reapareceu na região.
Em fevereiro de 2015, a mídia informou que a Guiné registrou um aumento de casos pela segunda semana consecutiva, autoridades de saúde afirmaram que isso estava relacionado ao fato de que "apenas agora estavam tendo acesso a aldeias distantes", onde a violência havia ocorrido. impediu-os de entrar anteriormente. Em 14 de fevereiro, a violência eclodiu e um centro de tratamento de Ebola perto do centro do país foi destruído. As equipes da Cruz Vermelha da Guiné disseram que sofreram uma média de 10 ataques por mês em relação ao ano anterior. O MSF relatou que a aceitação da educação sobre o Ebola permaneceu baixa e que mais violência contra seus trabalhadores poderia forçá-los a sair.
A resistência a intervenções de autoridades de saúde entre a população guineense permaneceu maior do que na Serra Leoa e na Libéria, segundo relatos da mídia, levantando preocupações sobre seu impacto nos esforços em andamento para deter a epidemia; em meados de março, houve 95 casos novos e em 28 de março, e uma "emergência de saúde" de 45 dias foi declarada em 5 regiões do país. Em 22 de maio, a OMS relatou outro aumento de casos, segundo relatos da mídia, que se acreditava serem devidos a transmissões funerárias. Em 25 de maio, seis pessoas foram colocadas em isolamento na prisão depois que foram encontradas viajando com o cadáver de um indivíduo que morreu da doença. Em 1º de junho, foi relatado que protestos violentos em uma cidade do norte da Guiné, na fronteira com a Guiné-Bissau, haviam feito a Cruz Vermelha retirar seus trabalhadores.
No final de junho de 2015, a OMS informou que "a incidência semanal de casos parou entre 20 e 27 casos desde o final de maio, enquanto os casos continuam a surgir de fontes desconhecidas de infecção e a serem detectados somente após testes post mortem da comunidade". mortes ". Em 29 de julho, foi relatado um declínio acentuado nos casos, com apenas um caso, por relatórios de mídia deixados no final da semana, o número de casos eventualmente se estabilizando em 1 ou 2 casos por semana após o início de agosto.
Em 28 de outubro, outros 3 casos foram relatados na prefeitura de Forécariah pela OMS. Em 6 de novembro, uma reportagem da mídia indicou que a vila de Tana era o último local conhecido com o Ebola no país, e em 11 de novembro, a OMS indicou que não foram relatados casos de Ebola na Guiné; essa foi a primeira vez desde o início da epidemia, que nenhum caso havia sido relatado em nenhum país. Em 15 de novembro, os últimos indivíduos em quarentena foram liberados, de acordo com relatos da mídia e em 17 de novembro, o último paciente de Ebola na Guiné - um bebê de três semanas de idade - se recuperou; a contagem regressiva de 42 dias para o país declarado livre do Ebola começou em 17 de novembro, um dia após o paciente ter realizado um segundo exame de sangue negativo consecutivo. O paciente recebeu alta do hospital em 28 de novembro, de acordo com relatos da mídia em 29 de dezembro de 2015, após o término do período de espera de 42 dias, a OMS declarou a Guiné livre de Ebola.
Em 17 de março de 2016, o governo da Guiné relatou, pela mídia, que duas pessoas haviam testado positivo novamente para o vírus Ebola em Korokpara, também foi relatado que eles eram da aldeia onde membros de uma família haviam morrido recentemente. vômito (e diarreia). Em 19 de março, também foi noticiado pela mídia que outro indivíduo havia morrido devido ao vírus no centro de tratamento em Nzérékoré, consequentemente, o governo do país colocou em quarentena uma área ao redor da casa onde os casos ocorreram. Em 22 de março, a mídia informou que as autoridades médicas da Guiné colocaram em quarentena 816 contatos suspeitos dos casos anteriores (mais de 100 indivíduos foram considerados de alto risco). No mesmo dia, a Libéria ordenou o fechamento de sua fronteira com a Guiné. A província de Macenta, a 200 quilômetros de Korokpara, registrou a quinta fatalidade da Guiné devido à doença pelo vírus Ebola no mesmo período. Em 29 de março, foi relatado que cerca de 1 000 contatos foram identificados (142 deles de alto risco), e em 30 de março 3 casos confirmados foram relatados pela subprefeitura de Koropara. Em 1º de abril, foi relatado pela mídia que possíveis contatos, numerados às centenas, haviam sido vacinados com uma vacina experimental usando uma abordagem de vacinação em anel.
Em 5 de abril de 2016, foi relatado pela mídia que houve 9 novos casos de Ebola desde que o vírus ressurgiu, dos quais 8 foram fatais. Em 1 de junho, após o período de espera estipulado, a OMS declarou novamente Guiné-livre de Ebola, após o qual o país entrou em um período de 90 dias de vigilância intensificada, que foi concluída em 30 de agosto de 2016.
Em setembro de 2016, foram publicadas descobertas sugerindo que o ressurgimento na Guiné foi causado por um sobrevivente do Ebola que, após oito meses de abstinência, teve relações sexuais com vários parceiros, incluindo a primeira vítima do novo surto. A doença também se espalhou para a Libéria por uma mulher que foi para lá depois que o marido morreu de Ebola.

### Serra Leoa

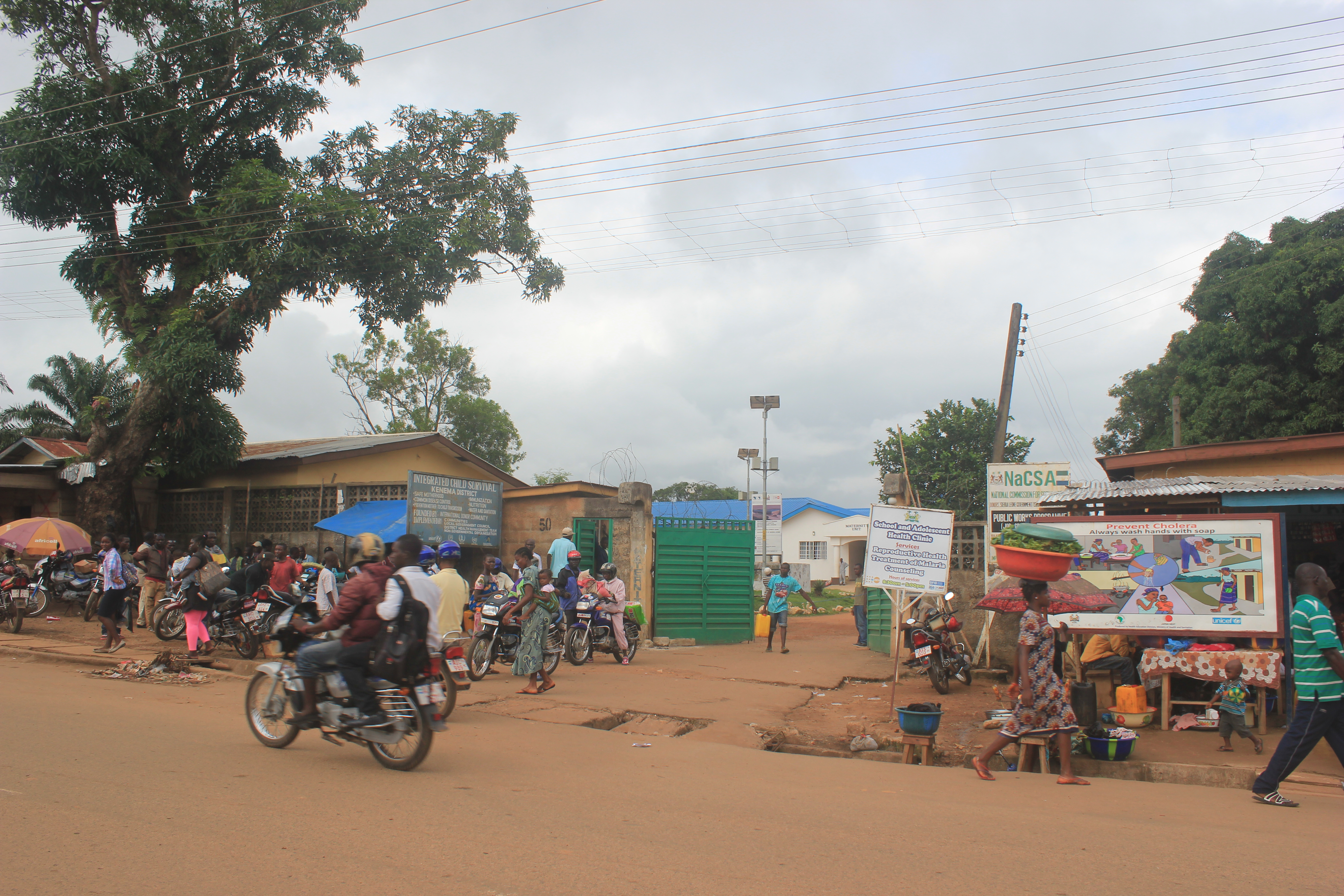
Hospital de Kenema, Serra Leoa

A primeira pessoa relatada infectada na Serra Leoa, de acordo com relatos da mídia, era um curandeiro tribal que estava tratando pacientes com Ebola do outro lado da fronteira com a Guiné e morreu em 26 de maio de 2014; de acordo com a tradição tribal, seu corpo foi lavado para enterro, e isso parece ter levado a infecções em mulheres de cidades vizinhas. Em 11 de junho, Serra Leoa fechou suas fronteiras para o comércio com a Guiné e a Libéria e fechou algumas escolas, na tentativa de retardar a propagação do vírus. Em 30 de julho, o governo começou a enviar tropas para impor quarentenas e Em 15 de outubro, o último distrito da Serra Leoa, anteriormente intocado pela doença, havia declarado casos de Ebola.
Durante a primeira semana de novembro, houve relatos de um agravamento da situação devido à intensa transmissão em Freetown. De acordo com o Comitê de Emergência em Desastres, a escassez de alimentos resultante de quarentenas agressivas estava piorando a situação e, em 4 de novembro, a mídia relatou que milhares haviam violado a quarentena em busca de alimentos na cidade de Kenema. Com o número de casos continuando a aumentar, um coordenador de MSF descreveu a situação na Serra Leoa como "catastrófica", dizendo: "existem várias aldeias e comunidades que foram basicamente exterminadas ... Comunidades inteiras desapareceram, mas muitas delas são não nas estatísticas". Em meados de novembro, a OMS informou que, embora houvesse alguma evidência de que o número de casos não estava mais aumentando na Guiné e na Libéria, aumentos acentuados persistiram na Serra Leoa.

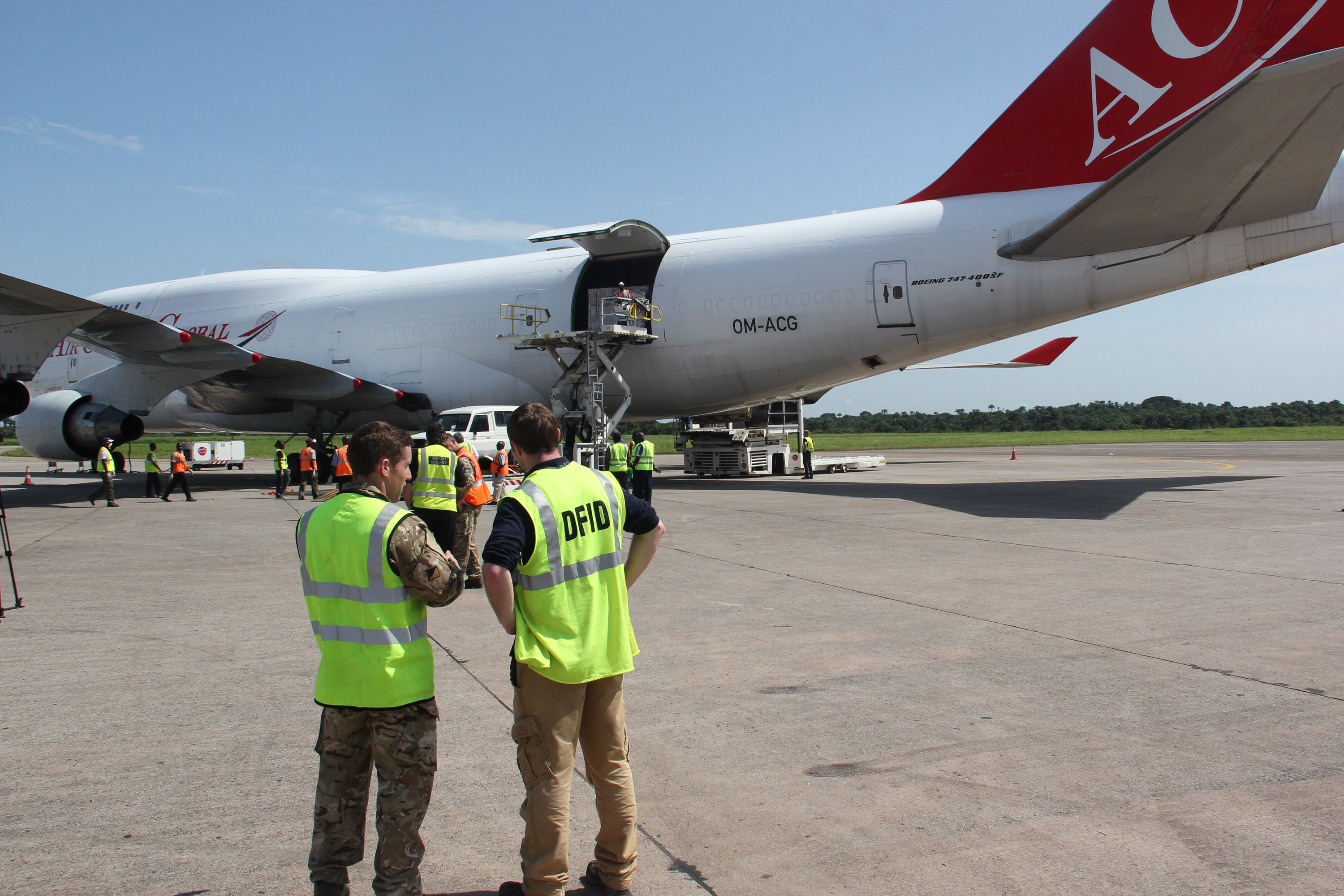
Crise do Ebola: Mais ajuda do Reino Unido chega à Serra Leoa

Em 9 de dezembro de 2014, as notícias descreviam a descoberta de "uma cena sombria" - pilhas de corpos, pessoal médico sobrecarregado e equipes de enterro esgotadas - no remoto distrito oriental de Kono. Em 15 de dezembro, o CDC indicou que sua principal preocupação era a Serra Leoa, onde a epidemia não mostrava sinais de diminuir, pois os casos continuavam a aumentar exponencialmente; na segunda semana de dezembro, Serra Leoa havia registrado quase 400 casos - mais de três vezes o número relatado pela Guiné e pela Libéria juntos. De acordo com o CDC, "o risco que enfrentamos agora [é] que o ebola irá ferver, se tornar nativo e ser um problema para a África e o mundo nos próximos anos". Em 17 de dezembro, o Presidente Koroma, da Serra Leoa, lançou a "Operação Surto na Área Oeste" e os trabalhadores foram de porta em porta na capital, procurando possíveis casos. A operação levou a um aumento nos relatos de casos, com 403 novos casos relatados entre 14 e 17 de dezembro.
De acordo com o Relatório da Situação da OMS de 21 de janeiro de 2015, a incidência de casos estava diminuindo rapidamente na Serra Leoa. No entanto, em fevereiro e março, os relatórios indicaram um aumento novamente no número de casos. No mês seguinte, o relatório da OMS de 5 de abril divulgou novamente uma tendência de queda e a atualização semanal da OMS de 29 de julho registrou um total de apenas 3 novos casos, o menor em mais de um ano. [54] Em 17 de agosto, o país marcou sua primeira semana sem novos casos, e uma semana depois os últimos pacientes foram liberados. No entanto, um novo caso surgiu em 1º de setembro, quando uma paciente da vila de Sella Kafta, no distrito de Kambia, deu positivo para a doença após sua morte. Seu caso acabou resultando em três outras infecções entre seus contatos.
Em 14 de setembro de 2015, o Centro Nacional de Resposta ao Ebola da Serra Leoa confirmou a morte de uma criança de 16 anos em uma vila no distrito de Bombali. Suspeita-se que ela tenha contraído a doença no sêmen de uma sobrevivente do Ebola que recebeu alta em março de 2015. Em 27 de setembro, uma nova contagem regressiva de 42 dias começou a declarar o país livre do Ebola, que ocorreu em 7 de novembro de 2015; a partir de então, o país aumentou sua vigilância na fronteira com a Guiné.
A Serra Leoa havia entrado em um período de 90 dias de vigilância aprimorada que estava programada para terminar em 5 de fevereiro de 2016, quando, em 14 de janeiro, uma nova morte por Ebola foi relatada no distrito de Tonkolili. Antes desse caso, a OMS havia aconselhado que "ainda antecipamos mais surtos e devemos estar preparados para eles. Está em andamento um grande esforço para garantir capacidade robusta de prevenção, vigilância e resposta nos três países até o final de março".
Em 16 de janeiro, os trabalhadores humanitários relataram que uma mulher havia morrido do vírus e que ela pode ter exposto vários indivíduos; o governo anunciou mais tarde que 100 pessoas haviam sido colocadas em quarentena. As investigações indicaram que o falecido era uma aluna de Lunsar, no distrito de Port Loko, que havia ido ao distrito de Kambia em 28 de dezembro de 2015 antes de retornar sintomática. Ela também visitou o distrito de Bombali para consultar um herbalista e depois foi para um hospital do governo em Magburaka. A OMS indicou que havia 109 contatos (28 deles de alto risco), que havia outros 3 contatos ausentes e que a fonte ou via de transmissão que causou a fatalidade era desconhecida.
Um segundo novo caso - confirmado pelo porta-voz da OMS Tarik Jasarevic para envolver um parente de 38 anos e cuidador da vítima de Ebola acima mencionada - tornou-se sintomático em 20 de janeiro enquanto estava sob observação em um centro de quarentena. Em 22 de janeiro, foi relatado que esse paciente estava respondendo ao tratamento. Em 26 de janeiro, a diretora-geral da OMS, Margaret Chan, confirmou oficialmente que o surto ainda não havia terminado.
Naquele mesmo dia, também foi relatado que as restrições ao Ebola haviam interrompido a atividade de mercado no distrito de Kambia em meio a protestos. Em 7 de fevereiro, 70 indivíduos foram liberados da quarentena, e em 8 de fevereiro o último paciente de Ebola também foi liberado. Em 17 de fevereiro, a OMS indicou que 2 600 sobreviventes do Ebola haviam acessado avaliações de saúde e exames oftalmológicos.
Em 4 de fevereiro de 2016, o último caso conhecido apresentou resultado negativo pela segunda vez consecutiva e a Serra Leoa iniciou outra contagem regressiva de 42 dias para ser declarada livre do Ebola. Em 17 de março de 2016, a OMS anunciou que o surto de Serra Leoa havia terminado e que não se sabia que outras cadeias de transmissão estavam ativas naquele momento. A mídia informou que a Serra Leoa entrou em um período de 90 dias de vigilância intensificada, concluída em 15 de junho de 2016, e foi relatado que em 15 de julho o país havia interrompido o teste de cadáveres para o vírus.

### Libéria
Na Libéria, a doença foi relatada nos municípios de Lofa e Nimba no final de março de 2014. Em 27 de julho, a Presidente Ellen Johnson Sirleaf anunciou que a Libéria fecharia suas fronteiras, com exceção de alguns pontos de passagem, como o aeroporto, onde seriam estabelecidos centros de triagem. Escolas e universidades foram fechadas, e as áreas mais afetadas do país foram colocadas em quarentena.
Com apenas 50 médicos em todo o país - um para cada 70 000 cidadãos - a Libéria já estava em crise de saúde. Em setembro, o CDC informou que alguns hospitais haviam sido abandonados, enquanto os que ainda funcionavam careciam de instalações e suprimentos básicos. Em outubro, o embaixador da Libéria em Washington teria dito que temia que seu país estivesse "quase em colapso". Até 24 de outubro, todos os 15 municípios haviam relatado casos de Ebola.
Em novembro de 2014, a taxa de novas infecções na Libéria parecia estar em declínio e o estado de emergência foi levantado. Acredita-se que a queda nos casos esteja relacionada a uma estratégia integrada que combina isolamento e tratamento com mudança de comportamento da comunidade, incluindo práticas de enterro seguras, busca de casos e rastreamento de contatos.
Em janeiro de 2015, o coordenador de campo de MSF informou que a Libéria reduziu para apenas 5 casos confirmados. Em março, depois de duas semanas sem relatar novos casos, três novos casos foram confirmados. Em 8 de abril, um novo ministro da saúde foi nomeado em um esforço para acabar com o Ebola no país e, em 26 de abril, MSF entregou a instalação de tratamento do Ebola, ELWA-3, ao governo. Em 30 de abril, os EUA fecharam uma unidade especial de tratamento de Ebola na Libéria. O último caso conhecido de Ebola morreu em 27 de março e o país foi oficialmente declarado livre do Ebola em 9 de maio de 2015, após 42 dias, sem que nenhum outro caso fosse registrado. A OMS felicitou a Libéria dizendo: "alcançar esse marco é um testemunho da forte liderança e coordenação da Presidente da Libéria Ellen Johnson Sirleaf e do Governo da Libéria, da determinação e vigilância das comunidades liberianas, do amplo apoio de parceiros globais e do incansável e heróico trabalho das equipes de saúde locais e internacionais". Em maio de 2015, o país permaneceu em alerta máximo contra a recorrência da doença.
Depois de três meses sem novos relatos de casos, em 29 de junho, a Libéria informou que o corpo de um menino de 17 anos de idade, que havia sido tratado para malária, apresentou resultado positivo para o Ebola. A OMS disse que o garoto estava em contato próximo com pelo menos 200 pessoas, que estavam acompanhando, e que "o caso não tinha histórico recente de viagens, contato com visitantes das áreas afetadas ou participação em funerais". Um segundo caso foi confirmado em 1º de julho.
Depois que um terceiro novo caso foi confirmado em 2 de julho e foi descoberto que todos os três novos casos haviam compartilhado uma refeição de carne de cachorro, os pesquisadores analisaram a possibilidade de que a carne estivesse envolvida na transferência do vírus. O teste dos restos mortais do cão, no entanto, foi negativo para o vírus Ebola. Em 9 de julho, mais 3 casos foram descobertos, elevando o número total de novos casos para 5, todos da mesma área. Em 14 de julho, uma mulher morreu da doença no município de Montserrado, elevando o total para 6. Em 20 de julho, os últimos pacientes receberam alta, e em 3 de setembro de 2015, a Libéria foi declarada livre do Ebola novamente.
Depois de dois meses livres do Ebola, um novo caso foi confirmado em 20 de novembro de 2015, quando um menino de 15 anos foi diagnosticado com o vírus e dois membros da família também tiveram resultados positivos. As autoridades de saúde estavam preocupadas porque a criança não havia viajado recentemente ou sido exposta a alguém com Ebola e a OMS afirmou que "acreditamos que isso provavelmente seja novamente, de alguma forma, alguém que entrou em contato com um vírus que persistia em um indivíduo, que haviam sofrido a doença meses atrás. " Dois funcionários do CDC foram enviados ao país para ajudar a determinar a causa dos novos casos. O garoto infectado morreu em 24 de novembro e em 3 de dezembro 2 casos restantes foram liberados após a recuperação da doença.
A contagem regressiva de 42 dias para a Libéria, declarada livre do Ebola, pela terceira vez, começou em 4 de dezembro de 2015. Em 16 de dezembro, a OMS reafirmou que os casos na Libéria foram o resultado do ressurgimento do vírus em uma pessoa previamente infectada e houve especulações de que o menino pode ter sido infectado por um indivíduo que se tornou infeccioso mais uma vez. devido à gravidez, o que pode ter enfraquecido seu sistema imunológico. Em 18 de dezembro, a OMS indicou que ainda considerava o Ebola na África Ocidental uma emergência de saúde pública, embora houvesse progresso.
Depois de completar o período de 42 dias, a Libéria foi declarada livre do vírus em 14 de janeiro de 2016, encerrando efetivamente o surto que havia começado na vizinha Guiné 2 anos antes. A Libéria iniciou um período de 90 dias de vigilância reforçada, programada para terminar em 13 de abril de 2016, mas em 1 de abril, foi relatado que havia ocorrido uma nova fatalidade do Ebola, e em 3 de abril, um segundo caso foi relatado em Monróvia. Em 4 de abril, foi relatado que 84 indivíduos estavam sob observação devido ao contato com os dois casos confirmados de Ebola. Em 7 de abril, a Libéria havia confirmado 3 novos casos desde que o vírus ressurgiu e um total de 97 contatos, incluindo 15 profissionais de saúde, estavam sendo monitorados. O caso-índice da nova crise foi relatado como sendo a esposa de um paciente que morreu de Ebola na Guiné; ela viajou para Monróvia após o funeral, mas sucumbiu à doença. O surto na Guiné, por sua vez, começou quando um homem, que havia sobrevivido ao Ebola, teve relações sexuais com uma mulher e passou o vírus para ela, mesmo que ele tivesse se recuperado mais de um ano antes.
Em 29 de abril, a OMS informou que a Libéria havia dado alta ao último paciente e começado a contagem regressiva de 42 dias para ser declarada livre do Ebola mais uma vez. De acordo com a OMS, os testes indicaram que o surto provavelmente ocorreu devido ao contato com os fluidos corporais infectados por um sobrevivente de Ebola anterior. [117] Em 9 de junho, o surto foi declarado terminado e o país livre do Ebola, devido à passagem do período de 42 dias. A Libéria entrou em um período de 90 dias de vigilância intensificada, que terminou em 7 de setembro de 2016. No início de julho de 2016, foi iniciado um teste para homens com RNA detectável do Ebola no sêmen.

### Países da África Ocidental com casos locais limitados

#### Senegal
Em março de 2014, o Ministério do Interior do Senegal fechou sua fronteira sul com a Guiné, mas em 29 de agosto, o ministro da Saúde anunciou o primeiro caso do país - um estudante universitário da Guiné que estava sendo tratado em um hospital de Dakar. O paciente era natural da Guiné e viajou para Dakar, chegando em 20 de agosto. Em 23 de agosto, ele procurou atendimento médico para sintomas como diarréia e vômitos, além de sinais de febre. Ele recebeu tratamento para a malária, mas não melhorou e deixou a instalação. Ainda com os mesmos sintomas, em 26 de agosto, ele foi encaminhado para uma unidade especializada em doenças infecciosas e posteriormente hospitalizado.
Em 28 de agosto de 2014, as autoridades da Guiné emitiram um alerta informando seus serviços médicos e países vizinhos de que uma pessoa que estava em contato próximo com um paciente infectado pelo Ebola havia escapado do sistema de vigilância. O alerta levou ao teste do Ebola no laboratório de Dakar e o resultado positivo iniciou uma investigação, desencadeando o rastreamento urgente de contatos. Em 10 de setembro, foi relatado que o estudante havia se recuperado, mas as autoridades de saúde continuaram monitorando seus contatos por 21 dias. Não foram relatados casos adicionais e, em 17 de outubro de 2014, a OMS declarou oficialmente que o surto no Senegal havia terminado.
A OMS elogiou oficialmente o governo senegalês e, em particular, o Presidente Macky Sall e o Ministro da Saúde, Dr. Awa Coll-Seck, por sua resposta em isolar rapidamente o paciente e rastrear e acompanhar 74 contatos, bem como por sua conscientização pública. campanha. Esse reconhecimento também foi estendido a MSF e ao CDC por sua assistência.

#### Nigéria
O primeiro caso na Nigéria foi um liberiano-americano, que voou da Libéria para a cidade mais populosa de Lagos em 20 de julho de 2014. Em 6 de agosto de 2014, o ministro da Saúde da Nigéria disse a repórteres que uma das enfermeiras que atendeu ao liberiano havia morrido. da doença. 5 casos recém-confirmados estavam sendo tratados em uma ala de isolamento.
Em 22 de setembro de 2014, o Ministério da Saúde da Nigéria anunciou: "Atualmente, não há nenhum caso de Ebola na Nigéria". Segundo a OMS, foram confirmados 20 casos e 8 óbitos, incluindo o caso importado, que também morreu. 4 dos mortos eram profissionais de saúde que cuidaram do caso-índice.
O representante da OMS na Nigéria declarou oficialmente o país livre do Ebola em 20 de outubro de 2014, depois que nenhum novo caso ativo foi relatado nos contatos de acompanhamento, afirmando que era uma "espetacular história de sucesso". A Nigéria foi o primeiro país africano a ser declarado livre do Ebola. Isso ocorreu em grande parte devido aos esforços de quarentena do Dr. Ameyo Stella Adedovah no First Consultants Medical Center, em Lagos.

#### Mali
Em 23 de outubro de 2014, o primeiro caso da doença pelo vírus Ebola no Mali foi confirmado na cidade de Kayes - uma menina de dois anos que chegou com um grupo familiar da Guiné e morreu no dia seguinte. Seu pai havia trabalhado para a Cruz Vermelha na Guiné e também em uma clínica de saúde privada; ele havia morrido no início do mês, provavelmente devido a uma infecção por Ebola contraída na clínica particular. Mais tarde, foi estabelecido que vários membros da família também haviam morrido de Ebola. A família retornou ao Mali após o funeral do pai em ônibus e táxi públicos - uma viagem de mais de 1.200 quilômetros (750 milhas). Todos os contatos foram seguidos por 21 dias, sem a disseminação da doença relatada.
Em 12 de novembro de 2014, o Mali registrou mortes por Ebola em um surto não relacionado ao primeiro caso em Kayes. O primeiro caso provável foi um imã que adoeceu em 17 de outubro na Guiné e foi transferido para a Clínica Pasteur na capital do Mali, Bamako, para tratamento. Ele foi tratado para insuficiência renal, mas não foi testado para o Ebola; ele morreu em 27 de outubro e seu corpo retornou à Guiné para ser enterrado. Uma enfermeira e um médico que trataram o imã subsequentemente adoeceram com o ebola e morreram. Os três casos seguintes também foram relacionados ao imã: um homem que o visitou enquanto ele estava no hospital, sua esposa e seu filho. Em 22 de novembro, foi relatado o caso final relacionado ao imã - um amigo da enfermeira da Clínica Pasteur que havia morrido pelo vírus Ebola. Em 12 de dezembro, o último caso em tratamento se recuperou e teve alta ", para que não haja mais pessoas doentes com Ebola no Mali", segundo uma fonte do Ministério da Saúde. Em 16 de dezembro, o Mali lançou os 13 indivíduos finais que estavam em quarentena e 24 dias depois (18 de janeiro de 2015) sem novos casos, o país foi declarado livre do Ebola.

### Outros países com casos locais limitados

#### Reino Unido
Em 29 de dezembro de 2014, Pauline Cafferkey, uma funcionária humanitária britânica que acabara de voltar de Serra Leoa para Glasgow, foi diagnosticada com Ebola. Ela foi tratada e declarada livre de infecção e liberada do hospital em 24 de janeiro de 2015. Em 8 de outubro, ela foi readmitida por complicações causadas pelo vírus e estava em estado "sério", segundo um relatório do hospital. Em 14 de outubro, sua condição foi listada como "crítica" e 58 indivíduos estavam sendo monitorados e 25 receberam uma vacinação experimental, sendo contatos próximos. Em 21 de outubro, foi relatado que ela havia sido diagnosticada com meningite causada pelo vírus persistente em seu cérebro. Em 12 de novembro, ela foi liberada do hospital após uma recuperação completa. No entanto, em 23 de fevereiro, Cafferkey foi internada pela terceira vez, "sob monitoramento de rotina da Unidade de Doenças Infecciosas ... para investigações adicionais", segundo um porta-voz.

#### Itália
Em 12 de maio de 2015, foi relatado que uma enfermeira, que trabalhava na Serra Leoa, foi diagnosticada com Ebola depois de voltar para casa na ilha italiana da Sardenha. Ele foi tratado no Hospital Spallanzani, o centro nacional de referência para pacientes com Ebola. Em 10 de junho, foi relatado que ele havia se recuperado e estava livre de doenças e foi liberado do hospital.

#### Espanha
Em 5 de agosto de 2014, os Irmãos Hospitalários de São João de Deus confirmaram que o irmão Miguel Pajares, voluntário na Libéria, havia sido infectado. Ele foi evacuado para a Espanha e morreu em 12 de agosto. Em 21 de setembro, foi anunciado que o irmão Manuel García Viejo, outro cidadão espanhol que era diretor médico do Hospital San Juan de Dios em Lunsar, havia sido evacuado da Serra Leoa para a Espanha depois de ter sido infectado pelo vírus. Sua morte foi anunciada em 25 de setembro.
Em outubro de 2014, uma assistente de enfermagem, Teresa Romero, que cuidou desses pacientes ficou doente e em 6 de outubro deu positivo para o Ebola, tornando este o primeiro caso confirmado de transmissão do Ebola fora da África. Em 19 de outubro, foi relatado que Romero havia se recuperado e, em 2 de dezembro, a OMS declarou a Espanha livre do Ebola após 42 dias desde que Teresa Romero foi curada.

#### Estados Unidos
Em 30 de setembro de 2014, o CDC declarou seu primeiro caso de doença pelo vírus Ebola. Ele revelou que Thomas Eric Duncan foi infectado na Libéria e viajou para Dallas, Texas, em 20 de setembro. Em 26 de setembro, ele ficou doente e procurou tratamento médico, mas foi enviado para casa com antibióticos. Ele voltou ao hospital de ambulância em 28 de setembro e foi isolado e testado para o Ebola. Ele morreu em 8 de outubro. Dois casos resultaram de Duncan, quando duas enfermeiras que o trataram apresentaram resultado positivo para o vírus nos dias 10 e 14 de outubro e terminaram quando foram declaradas livres do Ebola nos dias 24 e 22 de outubro, respectivamente.
Um quarto caso foi identificado em 23 de outubro de 2014, quando Craig Spencer, um médico norte-americano que havia retornado aos Estados Unidos após o tratamento de pacientes com Ebola na África Ocidental, deu positivo para o vírus. Este caso, no entanto, não teve relação com os originários de Duncan. Spencer se recuperou e foi liberado do hospital em 11 de novembro.

### Países com casos medicamente evacuados
Várias pessoas infectadas pelo Ebola foram medicamente evacuadas para tratamento em enfermarias isoladas na Europa ou nos EUA. Eles eram principalmente trabalhadores da saúde de uma das ONGs da África Ocidental. Com exceção de um único caso isolado na Espanha, nenhuma infecção secundária ocorreu como resultado das evacuações médicas. Os EUA aceitaram quatro evacuados e três foram levados de avião para a Alemanha. França, Itália, Países Baixos, Noruega, Suíça, e Reino Unido receberam dois pacientes (e cinco expostos).

### Surto não relacionado na República Democrática do Congo
Em agosto de 2014, a OMS relatou um surto do vírus Ebola no distrito de Boende, parte da província de Équateur, norte da República Democrática do Congo (RDC), onde 13 pessoas morreram de sintomas semelhantes ao Ebola. O sequenciamento genético revelou que esse surto foi causado pela espécie Zaire Ebola, que é nativa da RDC; houve sete surtos anteriores de Ebola no país desde 1976. Os resultados de virologia e os resultados epidemiológicos não indicaram nenhuma conexão com a epidemia na África Ocidental.
O caso-índice foi inicialmente relatado como sendo uma mulher da vila de Ikanamongo, que adoeceu com os sintomas do Ebola depois que ela matou um animal do mato. No entanto, descobertas posteriores sugeriram que pode ter havido vários casos anteriores, e foi relatado que porcos da vila podem ter sido infectados com o Ebola algum tempo antes do primeiro caso humano. A OMS declarou o surto encerrado em 21 de novembro de 2014, após um total de 66 casos e 49 mortes.

## Virologia

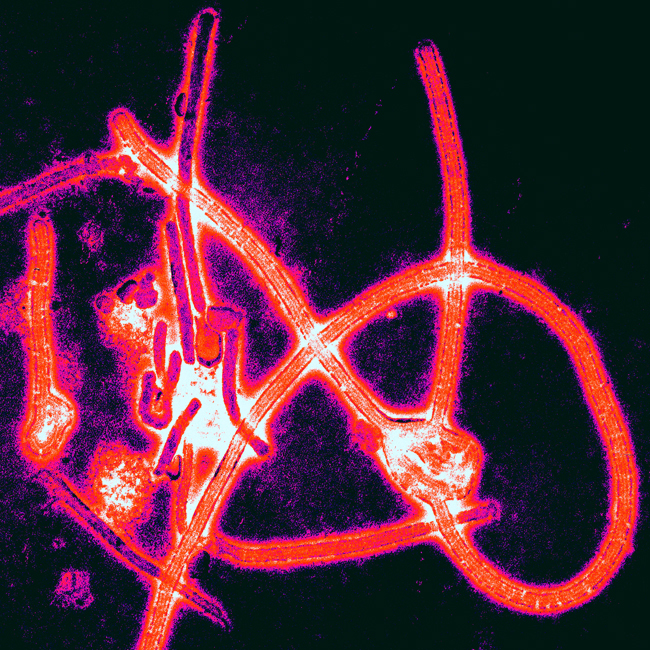
Partículas do vírus Ebola usando micrografia eletrônica

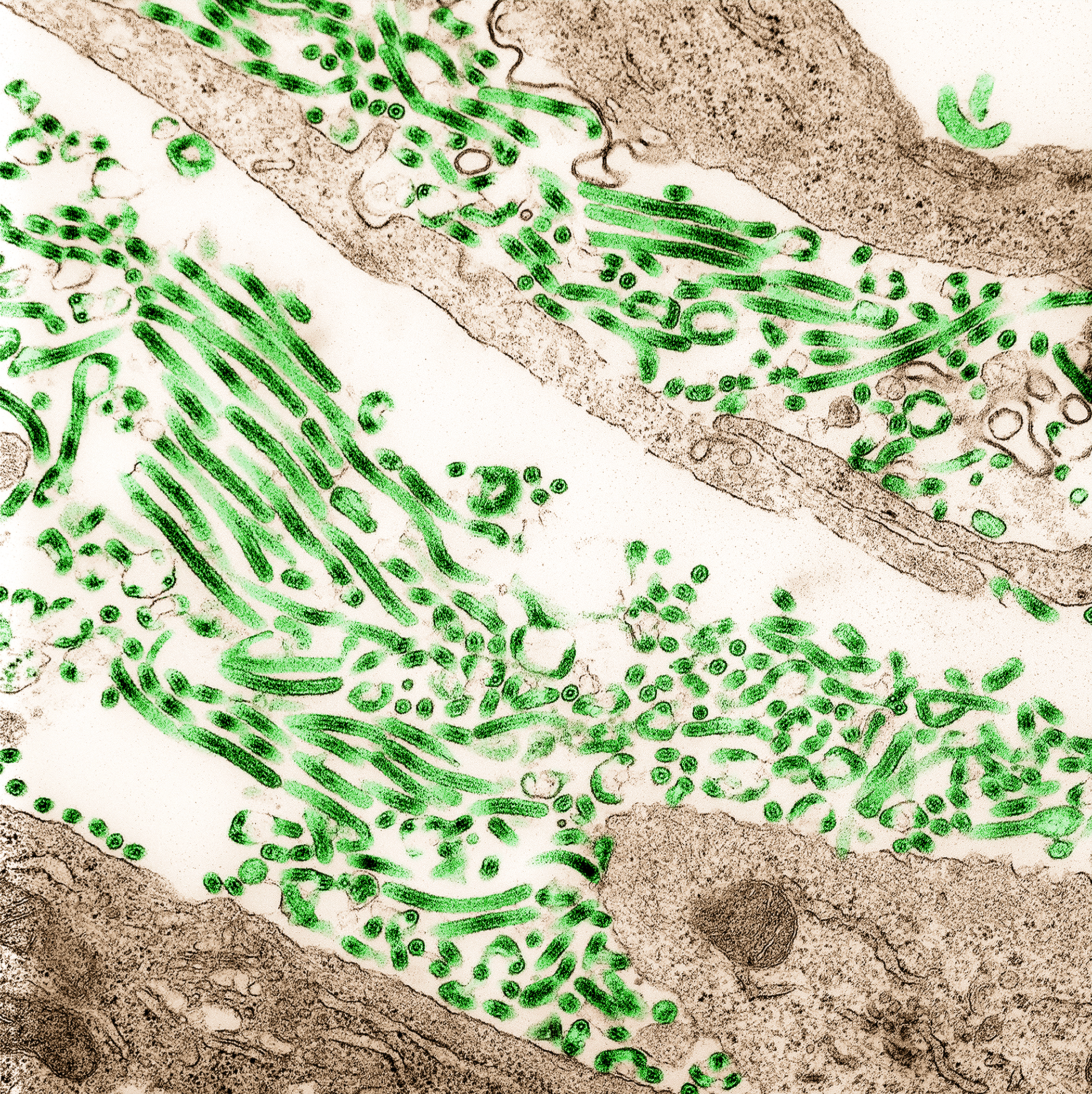
Partículas do vírus Ebola

A doença pelo vírus Ebola é causada por quatro dos cinco vírus classificados no gênero Ebolavírus. Dos quatro vírus causadores de doenças, o vírus Ebola (anteriormente e muitas vezes ainda chamado vírus Zaire Ebola) é perigoso e é o vírus responsável pela epidemia na África Ocidental. Desde a descoberta dos vírus em 1976, quando ocorreram surtos no Sudão do Sul (então Sudão) e na República Democrática do Congo (então Zaire), a doença pelo vírus Ebola ficou confinada a áreas da África Central, onde é nativa. Com o surto atual, inicialmente pensou-se que uma nova espécie nativa da Guiné poderia ser a causa, em vez de ser importada do Oriente para a África Ocidental. No entanto, estudos posteriores mostraram que o surto provavelmente foi causado por uma linhagem do vírus Ebola que se espalhou da África Central por meio de um hospedeiro animal na última década, com a primeira transferência viral para seres humanos na Guiné.
Em um estudo realizado pela Universidade Tulane, o Instituto Broad e a Universidade Harvard, em parceria com o Ministério da Saúde e Saneamento de Serra Leoa, os pesquisadores forneceram informações sobre a origem e transmissão do vírus Ebola que diferencia o surto da África Ocidental dos anteriores, incluindo 341 alterações genéticas no virion. Cinco membros da equipe de pesquisa adoeceram e morreram de Ebola antes da publicação do estudo em agosto de 2014.
Em um relatório divulgado em agosto de 2014, os pesquisadores rastrearam a propagação do Ebola na Serra Leoa do grupo infectado pela primeira vez - 13 mulheres que compareceram ao funeral do curandeiro tradicional, onde contraíram a doença -, dando-lhes uma oportunidade única de rastrear como o vírus havia mudado. Isso proporcionou "a primeira vez que a verdadeira evolução do vírus Ebola [pode] ser observada em humanos". A pesquisa mostrou que o surto na Serra Leoa foi desencadeado por pelo menos duas linhagens distintas introduzidas na Guiné na mesma época. Não está claro se o curandeiro tradicional foi infectado com ambas as variantes, ou se talvez uma das mulheres que compareceu ao funeral foi infectada independentemente. À medida que a epidemia de Serra Leoa progredia, uma linhagem de vírus desapareceu das amostras dos pacientes, enquanto uma terceira apareceu.
Em janeiro de 2015, a mídia afirmou que pesquisadores na Guiné haviam relatado mutações nas amostras de vírus que estavam examinando. Segundo eles, "já vimos vários casos que não apresentam nenhum sintoma, casos assintomáticos. Essas pessoas podem ser as pessoas que podem espalhar melhor o vírus, mas ainda não sabemos disso. Um vírus pode mudar a si mesmo para se tornar menos mortal, mas mais contagioso, e é disso que temos medo". Um estudo de 2015 sugeriu que acelerar a taxa de mutação do vírus Ebola poderia tornar o vírus menos capaz de infectar seres humanos. Neste estudo com animais, o vírus tornou-se praticamente inviável, consequentemente aumentando a sobrevivência.

## Transmissão

### Transmissão de animal para humano
Acredita-se que a infecção inicial ocorra após a transmissão do vírus Ebola a um ser humano pelo contato com os fluidos corporais de um animal infectado. As evidências implicam fortemente os morcegos, pois o reservatório hospeda os ebolavírus (no entanto, apesar de pesquisas consideráveis, os ebolavírus infecciosos nunca foram recuperados dos morcegos). Os morcegos jogam frutas e polpas parcialmente comidas e, em seguida, mamíferos terrestres como gorilas e duikers se alimentam dessa fruta caída. Essa cadeia de eventos forma um possível meio indireto de transmissão do hospedeiro natural para as populações animais. Como não foram encontrados primatas na área infectados e os morcegos frutíferos não moram perto do local do evento inicial de transmissão zoonótica em Meliandou, Guiné, suspeita-se que o caso índice tenha ocorrido depois que uma criança teve contato com um morcego insetívoro de um colônia de morcegos de cauda livre angolanos perto da vila.
Em 12 de janeiro, a revista Nature informou que o surgimento do vírus poderia ser encontrado estudando como os caçadores de carne de animais selvagens interagiam com o ecossistema. O continente africano experimentou o desmatamento em várias áreas ou regiões; isso pode contribuir para surtos recentes, incluindo essa epidemia de EVD, já que casos iniciais ocorreram nas proximidades de terras desmatadas onde o habitat natural de morcegos frutíferos pode ser afetado, embora 100% de evidências ainda não existam.

### Transmissão humano a humano
Antes desse surto, acreditava-se que a transmissão de humano para humano ocorresse apenas através do contato direto com sangue ou fluidos corporais de uma pessoa infectada que estivesse apresentando sintomas de infecção, pelo contato com o corpo de uma pessoa que havia morrido de Ebola, ou pelo contato com objetos recentemente contaminados com os fluidos corporais de uma pessoa infectada ativamente doente. Sabe-se agora que o vírus Ebola pode ser transmitido sexualmente. Com o tempo, estudos sugeriram que o vírus pode persistir no líquido seminal, com um estudo divulgado em setembro de 2016 sugerindo que o vírus pode sobreviver mais de 530 dias após a infecção. O RNA do EBOV no sêmen não é a mesma situação que a perseverança do EBOV no sêmen, no entanto, o "significado clínico de baixos níveis de RNA do vírus em indivíduos convalescentes" saudáveis é desconhecido.
Em setembro de 2014, a OMS havia relatado: "Não existe evidência formal de transmissão sexual, mas a transmissão sexual de pacientes convalescentes não pode ser descartada. Há evidências de que o vírus Ebola vivo pode ser isolado nos fluidos seminais de homens convalescentes por 82 dias após o início. Os sintomas ainda não estão disponíveis após 82 dias". Em abril de 2015, após um relatório de que o vírus RNA foi detectado em uma amostra de sêmen seis meses após a recuperação de um homem, a OMS emitiu uma declaração:" Para maior segurança e prevenção de outras infecções sexualmente transmissíveis, os sobreviventes do ebola devem considerar o uso correto e consistente de preservativos para todos os atos sexuais além de três meses até que mais informações estejam disponíveis".
A OMS baseou suas novas recomendações em um caso de março de 2015, no qual uma mulher liberiana que não teve contato com a doença além de ter tido relações sexuais desprotegidas com um homem que teve a doença em outubro de 2014 foi diagnosticada com Ebola. Embora nenhuma evidência do vírus tenha sido encontrada em seu sangue, seu sêmen revelou o RNA do vírus Ebola que se aproxima da variante que infectou a mulher. No entanto, "os médicos não sabem se havia algum vírus totalmente formado (e, portanto, infeccioso) no sêmen do sujeito". Sabe-se que os testículos são protegidos do sistema imunológico do corpo para proteger os espermatozoides em desenvolvimento, e acredita-se que essa mesma proteção possa permitir que o vírus sobreviva nos testículos por um tempo desconhecido.
Em 14 de setembro de 2015, o corpo de uma menina que havia morrido na Serra Leoa deu positivo para o Ebola e suspeitava-se de que ela tivesse contraído a doença no sêmen de uma sobrevivente do Ebola que recebeu alta em março de 2015. De acordo com algumas reportagens, um novo estudo a ser publicado no New England Journal of Medicine indicou que o vírus RNA pode permanecer no sêmen dos sobreviventes por até seis meses e, de acordo com outros pesquisadores, o O vírus RNA pode continuar no sêmen por 82 dias e talvez mais. Além disso, o RNA do Ebola foi encontrado até 284 dias após o início dos sintomas virais.

### Dificuldades de contenção
Uma das principais razões para a disseminação da doença são os sistemas de saúde de baixa qualidade e funcionais nas partes da África onde a doença ocorre. O risco de transmissão aumenta entre aqueles que cuidam de pessoas infectadas. As medidas recomendadas ao cuidar de pessoas infectadas incluem isolamento médico através do uso adequado de botas, aventais, luvas, máscaras e óculos de proteção e esterilização de todos os equipamentos e superfícies.
Um dos maiores perigos de infecção enfrentados pela equipe médica exige que eles aprendam a se vestir adequadamente e remover o equipamento de proteção individual. O treinamento completo para o uso de roupas protetoras para o corpo pode levar de 10 a 14 dias. Mesmo com o equipamento adequado de isolamento disponível, condições de trabalho como falta de água corrente, controle climático e piso dificultam o atendimento direto. Dois profissionais de saúde norte-americanos que contraíram a doença e mais tarde se recuperaram disseram que, segundo o seu conhecimento, sua equipe de funcionários seguia "à risca todos os protocolos de segurança desenvolvidos pelo [CDC] e pela OMS", incluindo um macacão de corpo inteiro, várias camadas de luvas e proteção facial, incluindo óculos de proteção. Um dos dois, um médico, havia trabalhado com pacientes, mas o outro estava ajudando os trabalhadores a entrar e sair de seus equipamentos de proteção enquanto usavam equipamentos de proteção.
As dificuldades na tentativa de interromper a transmissão também incluíram os múltiplos surtos de doenças nas fronteiras dos países. O Dr. Peter Piot, o cientista que co-descobriu o vírus Ebola, afirmou que o surto não seguia seus padrões lineares usuais, como mapeado em surtos anteriores - desta vez, o vírus estava "pulando" por toda a região epidêmica da África Ocidental. Além disso, a maioria das epidemias passadas ocorreu em regiões remotas, mas esse surto se espalhou para grandes áreas urbanas, o que aumentou o número de contatos que uma pessoa infectada poderia ter e dificultou o rastreamento e a interrupção da transmissão. Em 9 de dezembro, um estudo indicou que um único indivíduo introduziu o vírus na Libéria, causando a maioria dos casos da doença naquele país.